# Ratpenat de cova d'Aellen
El ratpenat de cova d'Aellen (Miniopterus aelleni) és una espècie de ratpenat de cova que viu a Anjouan (Comores) i el nord i l'oest de Madagascar. Es tracta d'un ratpenat petit de color marró. Els avantbraços fan 35-41 mm. El tragus (una projecció situada a la vora interior de l'orella) és llarg, té la base ampla i la punta roma o arrodonida. L'uropatagi (membrana caudal) té pocs pèls. El paladar és pla i hi ha diastemes ben visibles entre les dents canines i les dents premolars superiors.
Les poblacions d'aquesta espècie han estat incloses tradicionalment a M. manavi, però estudis publicats el 2008 i el 2009 indiquen que M. manavi és en realitat un complex format per cinc espècies diferents, incloent-hi el ratpenat de cova d'Aellen, descrit fa poc temps. El ratpenat de cova d'Aellen ha estat trobat en boscos i coves situats en zones càrstiques. En general, el seu àmbit de distribució s'encavalca amb el de M. griveaudi, una altra espècie anteriorment inclosa a M. manavi.

## Taxonomia
En una contribució sobre els ratpenats malgaixos, publicada el 1995 a Faune de Madagascar, Randolph Peterson et al. esmentaren quatre espècies de Miniopterus originàries de Madagascar i l'arxipèlag proper de les Comores, incloent-hi el petit Miniopterus manavi, que tenia una àmplia distribució tant a Madagascar com a les Comores. Tanmateix, a la primera dècada del segle xxi, estudis moleculars revelaren que Miniopterus, un gènere ben estès al Vell Món, és molt més ric en espècies del que es creia abans. El 2008, un estudi basat en la comparació de seqüències de marcadors de citocrom b i bucles de desplaçament mitocondrials revelà l'existència de dos grups diferents i no relacionats dins dels presumptes M. manavi comorians. Ambdós grups també foren trobats a Madagascar. L'any següent, Steven Goodman et al. estudiaren el grup amb un mostratge de Madagascar més exhaustiu. Crearen tres espècies a partir de l'antic clade «M. manavi»: M. manavi pròpiament dit, de les Terres Altes; M. griveaudi (anteriorment una subspècie de M. manavi), d'Anjouan (Grande Comore) i el nord i l'oest de Madagascar; i una nova espècie, Miniopterus aelleni, d'Anjouan i el nord i l'oest de Madagascar. El nom específic aelleni és un homenatge al professor Villy Aellen, del Museu d'Història Natural de Ginebra, que ha dut a terme molts estudis sobre els ratpenats africans. Dins de M. aelleni, Goodman et al. trobaren un cert grau de diferenciació (3,4% de divergència en les seqüències de citocrom b) entre exemplars de la Montagne d'Ambre (nord de Madagascar) i exemplars d'Anjouan i Ankarana (a prop de la Montagne d'Ambre). La divergència en el citocrom b entre M. aelleni i les altres espècies malgaixes del gènere Miniopterus és d'entre un 7% i un 10%.
També el 2009, Goodman et al. descrigueren dues espècies malgaixes de Miniopterus similars a M. manavi: M. brachytragos, del nord de Madagascar, i M. mahafaliensis, del sud-oest de l'illa. Basant-se en les seqüències de citocrom b, descobriren que els parents més propers del ratpenat de cova d'Aellen eren un clade format per M. brachytragos, M. manavi i una altra espècie malgaixa de descripció recent, M. petersoni. Les cinc espècies reconegudes de ratpenats similars a M. manavi no són els parents més propers l'una de l'altra, sinó que semblen haver adquirit una morfologia similar per evolució convergent. En alguns llocs (com ara Namoroka) hi conviuen quatre espècies críptiques de ratpenats similars a M. manavi, incloent-hi M. aelleni.

## Descripció
| Illa | n  | Llargada total | Cua          | Pota posterior | Tragus    | Orella       | Avantbraç    | Pes           |
| --- | -- | -------------- | ------------ | -------------- | --------- | ------------ | ------------ | ------------- |
| Anjouan                                                                                                   | 5  | 89,8 (88-91)   | 43,4 (41-46) | 5,2 (5-6)      | 6,0 (6-6) | 10,6 (10-11) | 38,2 (37-39) | 5,6 (4,7-6,5) |
| Madagascar                                                                                                | 12 | 90,7 (88-95)   | 42,1 (40-45) | 6,1 (5-7)      | 6,1 (5-8) | 11,1 (10-12) | 38,8 (35-41) | 4,6 (3,9-6,5) |
| «Mitjana (mínima-màxima)». Les mesures es donen en mil·límetres, excepte el pes, que s'expressa en grams. |    |                |              |                |           |              |              |               |

El ratpenat de cova d'Aellen és una espècie de Miniopterus petita i de color marró. El cap pot ser lleugerament més clar que el cos. Alguns pèls de la regió inferior tenen la punta de color d'ant. M. griveaudi té un color semblant, però M. manavi és més fosc, mentre que M. brachytragos i M. mahafaliensis són més clars. El tragus (una projecció situada a la vora interior de l'orella) és llarg, té una base ampla amb una cresta a la vora i acaba en una punta roma o lleugerament arrodonida. M. manavi i M. griveaudi, en canvi, tenen la base més estreta, M. mahafaliensis té el tragus amb les vores en paral·lel i M. brachytragus té el tragus curt i rom, amb pocs pèls. La membrana alar també és marró, però l'uropatagi és més clar. La membrana alar i l'uropatagi s'uneixen a la part superior de les potes al mateix nivell, per sobre del turmell. L'uropatagi té pocs pèls, que són prims però clarament visibles. En canvi, M. manavi, M. mahafaliensis i M. brachytragos tenen l'uropatagi ben cobert de pèls, mentre que M. griveaudi el té gairebé calb. Els exemplars d'Anjouan tenen les potes posteriors bastant més curtes que els de Madagascar, però a part d'això resulta impossible distingir les dues espècies mitjançant la morfologia externa.
Al crani, el rostre (la part anterior) és curt i té forma de línia, però és més llarg que en altres espècies semblants a M. manavi. El solc central de la depressió nasal és relativament estret. Els ossos frontals són arrodonits i presenten una cresta sagital ben desenvolupada. En una part posterior del neurocrani, la cresta lambdoide també és prominent. La part central del paladar és plana, igual que en M. manavi però a diferència de M. brachytragos, M. griveaudi i M. mahafaliensis, que tenen el paladar corb. El marge posterior del paladar presenta una espina palatal posterior llarga i prima. El ratpenat de cova d'Aellen té 36 dents, configurades segons la fórmula dental {\displaystyle {\tfrac {2.1.2.3}{3.1.3.3}}} (dues incisives, una canina, dues premolars i tres molars a banda i banda del maxil·lar superior, juntament amb tres incisives, una canina, tres premolars i tres molars a banda i banda del maxil·lar inferior). Tal com és habitual en el gènere Miniopterus, la primera premolar superior (P2; la P1 i la P3 no existeixen) és més petita i senzilla que la segona (P4). Hi ha diastemes evidents entre la canina superior (C1) i la P2 i entre la P2 i la P4, que són més petites o absents en M. griveaudi i M. manavi. Darrere de la C1, els maxil·lars són més o menys paral·lels, en lloc de divergir, com en M. manavi. La tercera molar superior (M3) està més comprimida que en M. manavi i M. griveaudi. Els espècimens d'Anjouan són més grans que els de Madagascar pel que fa a algunes mesures del crani i les dents.
El ratpenat de cova d'Aellen té un cariotip de 46 cromosomes, amb un total de 50 braços majors als autosomes (cromosomes no sexuals). El cariotip es conserva a les diferents espècies de Miniopterus; el nombre de cromosomes i braços és idèntic en el ratpenat de cova d'Aellen, les espècies malgaixes M. griveaudi i M. gleni i fins i tot l'espècie asiàtica M. fuliginosus.

## Distribució i ecologia
Se sap que el ratpenat de cova d'Aellen viu a altituds d'entre 4 i 225 msnm al nord i l'oest de Madagascar, a 1.100 msnm a la Montagne d'Ambre (al nord de Madagascar) i a entre 220 i 690 msnm a Anjouan (Comores). A Madagascar, se l'ha trobat en boscos i coves situats en zones càrstiques. A grans trets, el seu àmbit de distribució s'encavalca amb el de M. griveaudi i a vegades se'ls ha observat compartint un mateix jóc. A Anjouan, el ratpenat de cova d'Aellen és més rar que M. griveaudi; en aquesta localitat només se'n coneixen quatre espècimens, tots ells trobats el 2006. Aquests espècimens provenen de dues localitats properes: una àrea rocosa pròxima a un riu i un bosc pertorbat. Aquests animals, trobats a finals de novembre, es trobaven en condició reproductiva, amb dues femelles embarassades i una altra en lactància. M. griveaudi també estaven en condició reproductiva durant aquest període, cosa que suggereix que les temporades de reproducció de les dues espècies no difereixen gaire. Tot i que s'ha publicat informació ecològica i etològica sobre «Miniopterus manavi», el descobriment que aquest grup conté diverses espècies críptiques, diverses de les quals poden conviure en una mateixa localitat, fa que sigui difícil correlacionar aquestes dades amb una espècie concreta; tanmateix, les espècies de Miniopterus se solen alimentar d'insectes. Com que el ratpenat de cova d'Aellen és una espècie bastant estesa i viu a moltes zones protegides de Madagascar, Goodman et al. suposaren que el seu estat de conservació és «segur».